# Haja
Haja (em árabe: حجة; romaniz.: Hajjah) é a capital da província de Haja, no noroeste do Iêmem. Situa-se a uma altitude de cerca de 1 800 metros.